# Samuel Almond Miller
Samuel Almond Miller (* 1837 bei Athens, Ohio; † 18. Dezember 1897 in Cincinnati, Ohio) war ein US-amerikanischer Paläontologe.

## Leben
Miller war hauptberuflich Anwalt (er studierte am Cincinnati Law College und wurde 1860 als Anwalt zugelassen) und Amateur-Paläontologe. Er veröffentlichte mehrere Monographien über Fossilien des Paläozoikums in Nordamerika.
1874/75 gab er das Cincinnati Quarterly Journal of Science heraus (Mitbesitzer war Lewis Montgomery Hosea (1842–1924)), in dem viele Aufsätze über lokale Fossilien erschienen. Es erschienen nur 8 Ausgaben, aber Miller war auch Gründungsmitglied der Cincinnati Society of Natural History, die ab 1878 ein ähnliches Journal herausgab. Er war zeitweise Präsident der Gesellschaft und Herausgeber der Zeitschrift (sowie ihr Kurator für Paläontologie). Er kandidierte auch einmal erfolglos für den US-Senat und für den Posten des Staatsgeologen von Ohio.
Er benannte viele Taxa, wobei er mit anderen lokalen Sammlern wie C. B. Dyer zusammenarbeitete. Miller selbst hatte eine sehr große Fossiliensammlung (er sammelte nicht nur in der Umgebung von Cincinnati, sondern auch in Illinois, Missouri und Wisconsin). Ein Teil der Sammlung kam an die University of Cincinnati, viele seiner Typexemplare verkaufte er aber auch nach Chicago (insbesondere an W. F. E. Gurley, mit dem er auch veröffentlichte und an das Walker Museum). Er veröffentlichte damals weit verbreitete Kompendien über nordamerikanische Paläontologie und Geologie.
Er begründete in der zoologischen Systematik der Muscheln in der Großgruppe der Palaeoheterodonta die Überfamilie Modiomorphoidea MILLER 1877 mit der Familie Modiomorphoidae MILLER 1877.
1882 wurde er Ehrendoktor der Ohio University.

## Schriften
- North American Mesozoic and Cenozoic Geology and Palaeontology, 1881.
- North American Geology and Paleontology for use of amateurs, students, and scientists, Cincinnati 1889, mit Supplementen 1892, 1897.
- The American Palaeozoic Fossils: a catalogue of the genera and species, Cincinnati 1877.